# Butirometru
Butirometrul este un instrument de măsurare utilizat pentru a măsura cantitatea de grăsime existentă între-o probă de lapte în general. Metoda de măsurare a fost inventată de către chimistul elvețian Niklaus Gerber, având ca obiect orientativ Metoda lui Gerber.